# A Hard Day's Night (canción)
«A Hard Day's Night» es una canción escrita por John Lennon, y acreditada a Lennon-McCartney, grabada y publicado por la banda de rock The Beatles, lanzado como sencillo el 10 de julio de 1964, cómo parte del álbum A Hard Day's Night. En Estados Unidos apareció con «I Should Have Known Better» en el lado B del sencillo.

## Título
El título de la canción se originó en un comentario de Ringo Starr, baterista de la banda. Starr describió de esta manera el suceso en una entrevista con el disc jockey Dave Hull en 1964: «Nosotros estábamos haciendo una tarea, en la que habíamos trabajado todo el día y noche. Se me ocurrió pensar que todavía era de día, y dije: “Ha sido un día duro... (It's been a hard day...)” y miré a mi alrededor y vi que estaba oscuro y dije: “... ¡noche!” (...night!). Así llegamos al título A Hard Day's Night» («La noche de un día duro»).

## Producción
En el informe de la Associated Press, Shenson describió en su recopilación lo sucedido: «A las 8:30 de la mañana, estaban John y Paul con las guitarras en la mano y todas las letras garabateadas en la portada de un libro. La tocaron y a la noche siguiente la grabaron». Shenson declaró: «Tenían el ritmo correcto, y los arreglos fueron brillantes. Estos tipos eran unos genios».
El 16 de abril de 1964, The Beatles se reunieron en el estudio 2 de los EMI Studios para grabar «A Hard Day's Night». Les tomó menos de tres horas pulir la canción para su lanzamiento definitivo, seleccionándose para ello la novena toma como la buena para ser publicada.

## Análisis musical
La canción se abre con un acorde llamativo, ligeramente disonante: Lennon y Harrison tocan en distintas posiciones un acorde de sol con la cuarta suspendida (sol-do-re) mientras McCartney toca un re en el bajo. La melodía de la estrofa arranca en sol mayor, pero en el tercer compás introduce una nota de blues inesperada (fa en vez de fa sostenido). En el verso que cierra la estrofa (you know I feel alright) Lennon introduce otra nota de blues (si bemol, una tercera menor). El puente, cantado por McCartney, lleva la armonía a acordes menores, de tono agridulce, pero se cierra con una melodía ascendente que expresa un estallido de alegría (feeling you holding me tight, tight, yeah). El solo de guitarra de Harrison, doblado por George Martin al piano, insiste en la nota fa, dándole a la canción un aire propio del modo mixolidio.

## Lanzamiento y recepción
La canción fue lanzada en sencillo por primera vez en los Estados Unidos el 13 de julio de 1964. Apareció también en el álbum de la banda sonora de la película A Hard Day's Night.
En el Reino Unido se escuchó por primera vez «A Hard Day's Night» al publicarse allí la canción el 10 de julio de 1964, tanto en el álbum A Hard Day's Night como en sencillo, con «Things We Said Today» en el lado B. Tanto el álbum como el sencillo fueron lanzados por el sello Parlophone. La canción apareció en la lista musical el 18 de julio de 1964, y una semana después, expulsó de su primer puesto a la canción de The Rolling Stones «It's All Over Now», el 25 de julio de 1964. Este hecho coincidió con la llegada de los álbumes estadounidense y británico al n.º 1. El sencillo se mantuvo arriba durante tres semanas, y más tarde duró otras nueve semanas más en la lista.
En Estados Unidos, el sencillo «A Hard Day's Night» salió el 13 de julio de 1964, con «I Should Have Known Better» en el lado B, y publicado por Capitol Records. Capitol había estado en un apuro para decidir cómo aprovechar el éxito de la película A Hard Day's Night, debido a que United Artists tenía los derechos de publicación de la banda sonora (esto es, los derechos para publicar el álbum de igual título). Sin embargo, no había nada que prohibiera a Capitol lanzar las canciones de otras formas, dando lugar a que seis de las siete canciones de la banda sonora de la película aparecieran en discos sencillos.
En 1965, The Beatles ganaron el Premio Grammy por Mejor Interpretación de un Grupo Vocal con «A Hard Day's Night». En 2004, esta canción fue clasificada en el puesto 153 en la lista de la revista Rolling Stone de las 500 mejores canciones de todos los tiempos, aunque en su lista revisada de 2010 la bajó al 154º puesto.

## En directo
«A Hard Day's Night» fue interpretada en directo por el grupo en casi todos los conciertos celebrados en las diferentes giras que hicieron en 1964 y 1965. A partir de 1966 ya no se la incluyó en el repertorio en directo del grupo.
Paul McCartney recuperó la canción en 2016 para su gira One On One Tour, 51 años después de haberse tocado por última vez en un concierto de los Beatles. También la interpretó en su siguiente gira, Freshen Up Tour, que comenzó en 2018. También en 2024 en su gira Got Back

## Personal
- John Lennon - voz principal de dos pistas y guitarra rítmica
- Paul McCartney - voz principal de dos pistas y bajo
- George Harrison - guitarra principal de 12 cuerdas
- Ringo Starr - batería, bongos y cencerro
- George Martin - piano y productor

## Posición en las listas
| Año  | País           | Lista               | Posición | Semanas n.º 1 | Semanas en lista |
| ---- | -------------- | ------------------- | -------- | ------------- | ---------------- |
| 1964 | Reino Unido    | Record Retailer     | 1        | 3             | 13               |
| 1964 | Reino Unido    | New Musical Express | 1        | 4             |                  |
| 1964 | Reino Unido    | Melody Maker        | 1        | 4             | 15               |
| 1964 | Estados Unidos | Billboard Hot 100   | 1        | 2             | 13               |
| 1964 | Estados Unidos | Record World        | 1        | 3             |                  |
| 1964 | Estados Unidos | Cash Box            | 1        | 3             |                  |